# The First Step: Chapter Two
The First Step: Chapter Two (estilizado en mayúscula) es el segundo álbum sencillo de la banda surcoreana Treasure. Fue lanzado el 18 de septiembre de 2020 por YG Entertainment y distribuido por YG Plus. Posteriormente, su lanzamiento físico fue el 22 de septiembre. La apertura de los pedidos anticipados empezó el 7 de septiembre.The First Step: Chapter Two es principalmente un disco dance-pop con influencias de elementos Future House. En términos comerciales, el sencillo alcanzó el puesto número dos en el Gaon Album Chart y vendió 219 000 unidades.

## Antecedentes y promoción
Antes de que el grupo debutara, su sello YG, anunció varios lanzamientos de sencillos antes de que se lanzara un álbum de estudio. El grupo debutó con The First Step: Chapter One el 7 de agosto junto a su canción principal, «Boy». El 1 de septiembre, YG subió el primer adelanto del segundo sencillo en las redes sociales del grupo y de la agencia. Además, YG calificó la canción principal como «más intensa» que «Boy».
Una semana después, el sello compartió la fecha de lanzamiento y la apertura de los pedidos anticipados de dos versiones físicas. El nombre de la canción principal, «I Love You» fue revelada el 9 de septiembre y la lista de canciones al día siguiente.  Durante los días siguientes, el sello subió adelantos individuales de sus miembros.
The First Step: Chapter Two se lanzó digitalmente en varias ubicaciones el 18 de septiembre de 2020, junto con el video musical del sencillo del álbum «I Love You».

## Composición
Desde Melon describieron que The First Step: Chapter Two «presenta una sensación de emoción con un aspecto visual que duplica la intensa pasión e inocencia de la juventud, además de una sensación refrescante».
«I Love You» es «una canción dance-pop con una composición dinámica con un giro inesperado» y «presenta una línea de metales que explota con la base 808». En cuanto a la letra, la canción «habla sobre moverse en línea recta hacia la persona que amas».  «B.L.T (Bling Like This)» «interpretó metafóricamente el deseo de recuperar el tiempo y los recuerdos a lo largo del camino creado por la Vía Láctea y la luz de las estrellas iluminando la oscuridad». 
En una transmisión en vivo realizada por Treasure el 18 de septiembre de 2020, con respecto a la canción «B.L.T (Bling Like This)», el miembro Mashisho declaró: «Sentí que me convertí en un niño ya que me hizo sentir emociones cuando era joven». Agregó que, «hubo emociones inesperadas y encantos de amor con sus ritmos más feroces» en la canción principal. 

## Rendimiento comercial
Según YG, The First Step: Chapter Two superó los 200 000 pedidos físicos anticipados, convirtiendo a Treasure en «vendedores de medio millón». El sencillo debutó en la cima del Gaon Album Chart en la semana de emisión número 39 de 2020. Debutó en el número cuatro en la lista de álbumes mensuales, vendiendo alrededor de 219 000 copias en septiembre.

## Lista de canciones
| Lanzamiento digital |                           |                                                            |          |              |          |  |
| N.º                 | Título                    | Letras                                                     | Música   | Arreglos     | Duración |  |
| 1.                  | «I Love You»              | Choi Hyun Suk, Haruto, R.Tee y Yoshi                       | R.Tee    | R.Tee y Yena | 3:02     |  |
| 2.                  | «B.L.T (Bling Like This)» | Choi Hyun Suk, Haruto, Kim Dong Joon, Haruto, Trnc y Yoshi | Q y Trnc | Q y Trnc     | 3:25     |  |
| 6:27                |                           |                                                            |          |              |          |  |

| Lanzamiento digital |                                          |        |          |              |          |  |
| N.º                 | Título                                   | Letras | Música   | Arreglos     | Duración |  |
| 1.                  | «I Love You» (Instrumental)              |        | R.Tee    | R.Tee y Yena | 3:02     |  |
| 2.                  | «B.L.T (Bling Like This)» (Instrumental) |        | Q y Trnc | Q y Trnc     | 3:25     |  |
| 12:54               |                                          |        |          |              |          |  |

## Listas musicales

### Lista semanal
| Chart (2020)                    | Posición más alta | [ 9 ] |
| ------------------------------- | ----------------- | ----- |
| Álbumes de Corea del Sur (Gaon) | 2                 | [ 9 ] |

### Lista mensual
| Gráfico (2020)                  | Posición más alta | [ 10 ] |
| ------------------------------- | ----------------- | ------ |
| Álbumes de Corea del Sur (Gaon) | 4                 | [ 10 ] |

### Lista de fin de año
| Gráfico (2020)                  | Posición más alta | [ 11 ] |
| ------------------------------- | ----------------- | ------ |
| Álbumes de Corea del Sur (Gaon) | 40                | [ 11 ] |

## Certificaciones y ventas
| Región                                                     | Certificación | Ventas de unidades certificadas |
| ---------------------------------------------------------- | ------------- | ------------------------------- |
| Corea del Sur (KMCA)                                       | Platino       | 250.000 ^                       |
| ^ Cifras de ventas basadas únicamente en la certificación. |               |                                 |

## Historial de versiones
| Región        | Fecha                    | Formato(s) | Discográfica | Ref.   |
| ------------- | ------------------------ | ---------- | ------------ | ------ |
| Varios        | 18 de septiembre de 2020 | Streaming  | YG           | [ 13 ] |
| Corea del Sur | 22 de septiembre de 2020 | CD         | YG           | [ 14 ] |
| China         | 22 de septiembre de 2020 | CD         | YG           | [ 15 ] |
| Japón         | 28 de septiembre de 2020 | CD         | YG · YGEX    | [ 16 ] |